# حسین الخضری
حسین الخضری (انگلیسی: Hussain Al-Khodari؛ زادهٔ ۷ فوریهٔ ۱۹۷۲) بازیکن فوتبال اهل کویت است.
از باشگاه‌هایی که در آن بازی کرده‌است می‌توان به باشگاه ورزشی السالمیه کویت اشاره کرد.
وی به همراه تیم ملی فوتبال کویت در بازی‌های المپیک تابستانی ۱۹۹۲ شرکت کرده است.